# Pantophaea cardinalli
Pantophaea cardinalli är en fjärilsart som beskrevs av Willie Horace Thomas Tams 1925. Pantophaea cardinalli ingår i släktet Pantophaea och familjen svärmare. Inga underarter finns listade i Catalogue of Life.